# 6′-Sialyllactose
6′-Sialyllactose ist ein humanes Milch-Oligosaccharid (HMO). Es ist ein Trisaccharid bestehend aus den Monosacchariden Glucose, Galaktose und Sialinsäure. Ein prominentes Isomer, welches ebenfalls ein HMO ist, ist 3'-Sialyllactose. Nach der EU-Verordnung 2015/2283 zählt das Natriumsalz der 6′-Sialyllactose als neuartiges Lebensmittel. Die Zulassung gilt seit dem 17. Februar 2021 und wurde von der dänischen Firma Glycom A/S beantragt. Die EU-Verordnung sieht die Verwendung in milchartigen Getränken für Kleinkinder und als Nahrungsergänzungsmittel vor.

## Geschichte

SNFG-Darstellung von 6'-Sialyllactose

Die Entdeckung von 6′-Sialyllactose geht auf die Arbeiten von Richard Kuhn, Reinhard Brossmer, R. E. Trucco und R. Caputto in den 1950er Jahren zurück. Diese isolierten Trisaccharide aus Brustdrüsen von Ratten und aus Kuh-Kolostrum. Aufgrund der damals zur Verfügung stehenden Analysemethoden kann heute nicht mehr eindeutig festgestellt werden, ob die gefundenen Isolate genau die Struktur der 6′-Sialyllactose hatten oder ob etwa die Acetylgruppe an anderer Stelle saß. Die Grundstruktur des Gerüstes war aber zu dieser Zeit schon klar festzustellen. Die erste chemische Synthese von 6′-Sialyllactose wurde 1986 von einer japanischen Arbeitsgruppe veröffentlicht und bedurfte einem großen Aufwand an Schutzgruppen-Chemie. Es wurden vor allem Acetyl-, Benzyl- und Tritylgruppen verwendet. Mittlerweile sind chemoenzymatische Synthesen zur Gewinnung von 6′-Sialyllactose in der Literatur bekannt und von einem chinesischen Institut patentiert.

## Vorkommen
Auch in Kuhmilch kommt 6′-Sialyllactose vor, allerdings in geringerem Maße als in humaner Milch.

## Gewinnung und Darstellung
Zu analytischen Zwecken wird 6′-Sialyllactose meist aus Kuhmilch isoliert. Zu kommerziellen Zwecken wird es auch fermentativ mittels Escherichia coli K-12 DH1 gewonnen.

## Eigenschaften
6′-Sialyllactose wird unter sauren Bedingungen schnell zu den Bestandteilen Sialinsäure und Lactose hydrolysiert. In neutraler Lösung ist sie Monate stabil. In schwach alkalischer Lösung tritt eine Isomerisierung zu 6′-Sialyllactulose ein. Eine wässrige 6′-Sialyllactose-Lösung ist am längsten stabil, wenn die eingesetzte Substanz aus einer auf pH 5 eingestellten Lösung durch Gefriertrocknung gewonnen wurde.